# Малая Ушайка
Малая Ушайка — река в России, протекает по Томской области. Устье реки находится в 23 км по правому берегу от устья Ушайки, в дачном посёлке Заварзино, в черте Томска. Длина реки составляет 52 км, площадь водосборного бассейна — 336 км². Притоки: Каменка, Сухая, Берёзовая, Колбиха.

## Данные водного реестра
По данным государственного водного реестра России относится к Верхнеобскому бассейновому округу, водохозяйственный участок реки — Томь от города Кемерово и до устья, речной подбассейн реки — Томь. Речной бассейн реки — (Верхняя) Обь до впадения Иртыша.
Код объекта в государственном водном реестре — 13010300412115200012872.